# Кладоселяхієві
Кладоселяхієві (Cladoselachidae) — викопна родина акул ряду Кладоселяхоподібні (Cladoselachiformes). Родина існувала протягом девону та пермі. Представники родини є предками сучасних акул. Вони характеризувалися довгим корпусом та наявністю двох спинних плавців.